# Амінокапронова кислота
Амінокапронова кислота (ε-Амінокапронова кислота, ε-Ahx, 6-аміногексанова кислота) — є похідним і аналогом амінокислоти лізину, що робить цю сполуку ефективним інгібітором ферментів, які зв'язують саме цей залишок.
{\displaystyle \varepsilon -}амінокапронова кислота (натрієва сіль N-ацетил-{\displaystyle \varepsilon -}амінокапронової кислоти {\displaystyle \mathrm {CH_{3}C(O)-NH(CH_{2})_{5}COONa} })
Кислота гальмує процес фібринолізу в організмі людини. Тому цю речовину визнано гемостатичним засобом. Амінокапронова кислота була схвалена для використання в лікуванні гострих гіперфібринолітичних кровотеч[джерело?].
Зниження кровоспинного ефекту при застосуванні разом із антикоагулянтами прямої і непрямої дії, антиагрегантами.[джерело?]
На початку XXI ст. в доказовій медицині появились суперечливі дані про ефективність даного кровоспинного засобу при високих концентраціях(10 % розчин), що різко звузило показання до застосування розчинів з такою концентрацією. Однак повної заміни препарату не відбулось. Станом на  2021 рік, виключено із офіційного переліку медикаментів в Україні (див. Національний перелік основних лікарських засобів)

## Покази до застосування
Варикозне розширення вен стравоходу з кровотечею, шлунково-кишкова кровотеча, у тому числі ВХШ та ВХДК з кровотечею
гострий трахеїт, наслідки інфаркту мозку, носова кровотеча, субкон'юнктивальний крововилив

## Побічна дія
Найтиповіші негативні побічні ефекти:
- м'язова слабкість;
- головний біль;
- нудота, блювота, біль у шлунку, діарея;
- у чоловіків — зменшення кількості сперми при оргазмі;
- закладений ніс, сльозяться очі;
- проблеми із зором, дзвін у вухах; або
- свербіж, висип[8]

## Протипокази
- гіперчутливість до амінокапронової кислоти
- схильність до тромбозів і тромбоемболічних захворювань, ДВЗ-синдром: коагулопатії, первинний ДВЗ
- порушення мозкового кровообігу
- захворюваннях нирок з порушенням їх функціонування: ниркова недостатність, гематурія, макрогематурія
- періоди вагітності, пологів та годування грудьми[4]